# Dan Ellis
Daniel "Dan" Ellis, född 19 juni 1980 i Saskatoon, Saskatchewan, är en kanadensisk professionell ishockeymålvakt som spelar för Hershey Bears i AHL.

## Spelarkarriär
Dan Ellis draftades av Dallas Stars som 60:e spelare totalt i NHL-draften 2000.
Ellis gjorde sin NHL-debut för Dallas den 8 februari 2004 mot Los Angeles Kings. Ellis gjorde 25 räddningar och Dallas vann matchen med 4-3.
Inför säsongen 2007–08 skrev Ellis kontrakt med Nashville Predators. Sommaren 2010 lämnade Ellis Nashville för spel i Tampa Bay Lightning. Sommaren 2011 blev han klar för ett år med Anaheim Ducks.

## Klubbar
- Utah Grizzlies 2003–04
- Idaho Steelheads 2003–04
- Dallas Stars 2003–04
- Hamilton Bulldogs 2004–05
- Iowa Stars 2005–07
- Nashville Predators 2007–10
- Tampa Bay Lightning 2010–11
- Anaheim Ducks 2011–2012
- Charlotte Checkers 2012–2013
- Carolina Hurricanes 2012–2013
- Dallas Stars 2013–14
- Florida Panthers 2014–2015
- San Antonio Rampage 2014–2015
- Hershey Bears 2015–